# Jean de Marguenat
Jean Richard André de Marguenat, né le 2 mai 1893 dans le 17e arrondissement de Paris et mort le 16 avril 1956 dans le 7e arrondissement, est un réalisateur et scénariste français.

## Filmographie

### Comme réalisateur
- 1932 : Le Vendeur du Louvre
- 1932 : Les jeux sont faits
- 1932 : Miche
- 1932 : Adémaï et la Nation armée (court métrage)
- 1933 : Adémaï Joseph à l'ONM (court métrage)
- 1933 : La Robe rouge
- 1934 : Adémaï au Moyen Âge
- 1934 : La Flambée
- 1934 : Le Prince Jean
- 1934 : Les Bleus de l'amour
- 1935 : Le Monde où l'on s'ennuie
- 1937 : Chanteur des bas-fonds (The Street Singer)
- 1941 : Les Jours heureux
- 1943 : La Grande Marnière
- 1944 : Béatrice devant le désir
- 1946 : Le Gardian
- 1946 : Madame et son flirt
- 1948 : Toute la famille était là
- 1949 : L'Auberge du péché

### Comme scénariste
- 1937 : Chanteur des bas-fonds (The Street Singer)
- 1943 : La Grande Marnière
- 1944 : Béatrice devant le désir
- 1946 : Madame et son flirt

### Comme Assistant-réalisateur
- 1931 : Le Blanc et le Noir de Marc Allégret et Robert Florey
- 1931 : Attaque nocturne de Marc Allégret